# 徐佛蘇

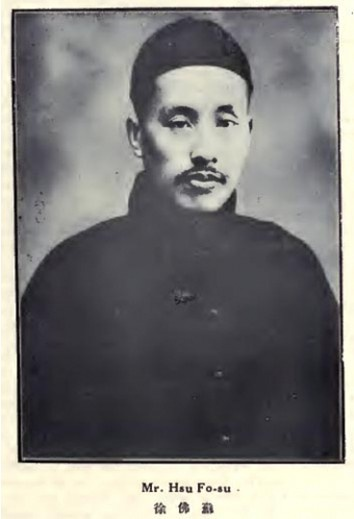

徐佛苏（1879年—1943年）字运奎（又作应奎），号佛公，笔名心斋、文福兴等。湖南善化县（今长沙市）人。中国民主革命家、教育家、中华民国政府官员。

## 生平
徐佛苏早年曾任长沙学堂教员。光绪三十年（1904年），他参加华兴会。后来他因万福华枪击广西巡抚王之春案被捕，不久获释，随即赴日本，转投康有为领导的保皇会，任《新民丛报》撰述。1907年1月，他受梁启超委托调和保皇党与革命党间关系，但被革命党拒绝。光绪三十三年（1907年），他加入梁启超等人在东京成立的政闻社，参与《政论》杂志的出版。光绪三十四年（1908年）春，政闻社本部从日本迁到上海，他任常务员。宣统三年（1911年），他任宪友会常务干事，并任北京的立宪派报纸《国民公报》主编。1911年辛亥革命爆发之后，该报反对南京临时政府，遭到革命党责难。
1912年中华民国成立后，他历任大总统府顾问、1919年南北议和代表、币制局总裁、北平民国大学代理校长等职。